# Вікі (плем'я)
Вікі́ (самоназва Wichí, МФА: [wiˈci]), матако — група малих індіанських народів у південноамериканському регіоні Гран-Чако. Проживають переважно в Аргентині та Болівії. До кінця XX століття також населяли Парагвай. Загальна чисельність (2021 рік) — 142 600 осіб.

## Особливості
Вікі — аборигени регіону Гран-Чако, близькі за походженням до індіанських народів гуайкуру. Вважається, що перші письмові згадки про них зробили інки, які назвиали їх matagua («люди кущів»). З кечуа ця назва потрапила в іспанську мову і трансформувалася в матако (ісп. mataco). Нині матако віддають перевагу самоназві Wichí («люди»).
Матако не являють собою спільний етнос, а здавна сформували відносно окремі територіальні групи. В Аргентині раніше було прийнято виокремлювати два великі племені горців (ісп. montaraces) і прибережних (ісп. ribereños), крім того існував поділ на субетноси навколо річки Бермехо та річки Пількомайо. У наші дні уряд Аргентини визнає окремим етносом територіальну групу iogys у провінції Сальта. Але в етнології прийнято поділяти матако не за географічною, а за мовною ознакою. Вони виокремлюють болівійських матако weenhayek, wiznay з південного берага Пількомайо та vejós з Бермехо.

## Історія
До приходу іспанців у Південну Америку вікі населяли береги річок Бермехо і Пількомайо. Перший контакт із ними відбувся 1628 року. Однак сталими вони стали лише наприкінці XVIII століття завдяки відкриттю францисканських місій. Зате вікі здавна контактували з сусідніми народами Анд, пізніше — з чиригуана. У середині — кінці XIX століття території віків потрапили під кантроль Аргентини та Болівії. Після Чакської війни певна кількість опинилася в складі Парагваю, але після перепису 1981 року вікі в цій країні не зустрічалися.

## Культура

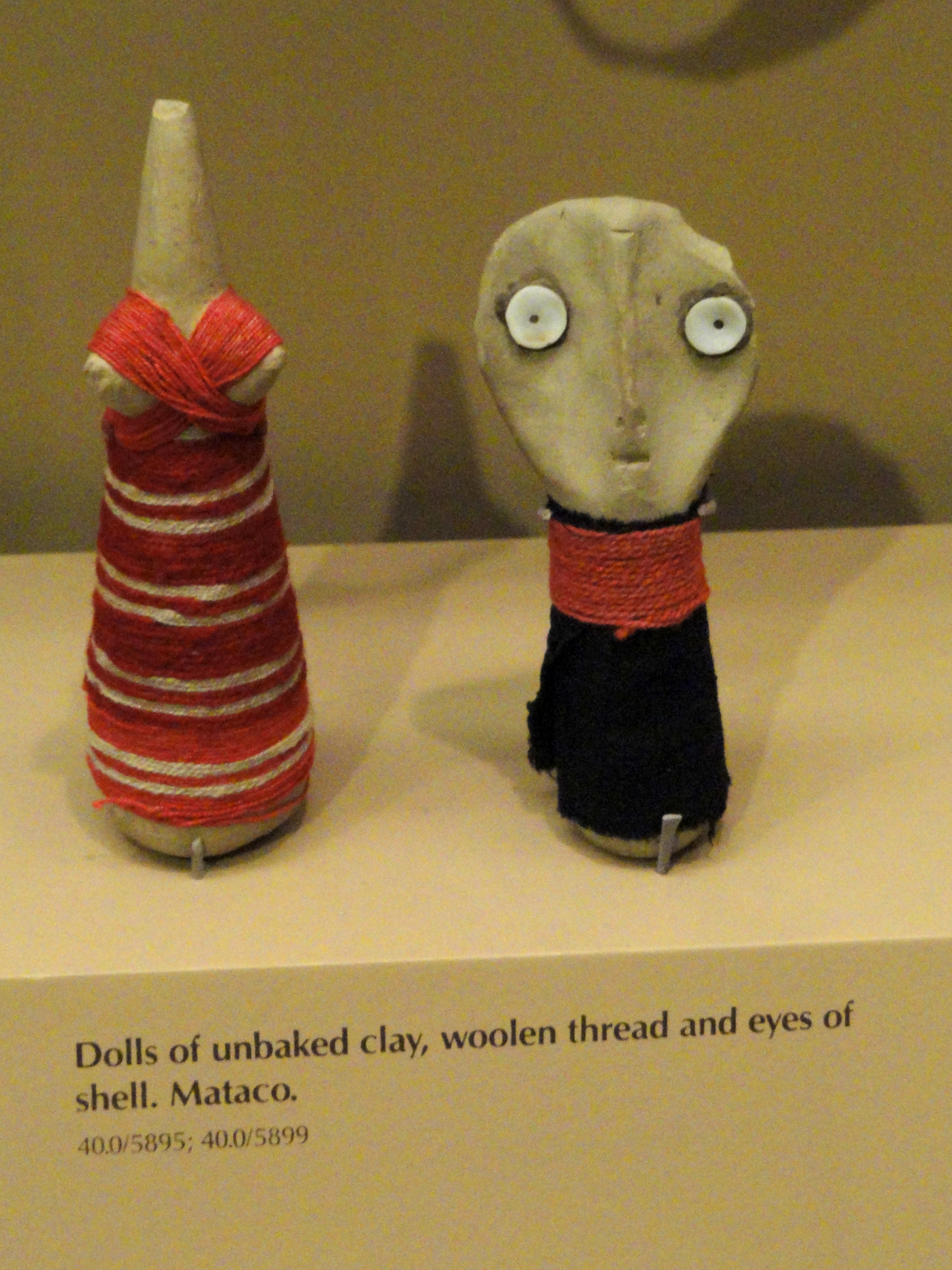
Ляльки матако

Єзуїти XVII — XVIII століття називали матако кочовим народом. Однак, як зараз відомо, вони будували осілі поселення. Основним заняттям було підсічно-вогневе землеробство. Вирощували кукурудзу, гарбузи та маніок. Важливим заняттями також були риболовство, збиральництво та полювання. Частина віків і нині займається комерційним риболовством, працює на лісозаготівлях, здобуває мед диких бджіл. У минулому ремесла забезпечували тільки домашнє господарство. У наші дні ремісники виготовляють плетені, кістяні та дерев'яні речі на продаж.
Матако зазвичай розміщували свої поселення вздовж річок або поблизу значних джерел вода. Да Чакської війни були поширені каркасні хатини, криті соломою, які європейці порівнювали з вуликами. У кожній проживала велика розширена сім'я. Загалом поселення містили від 1 до 100 родин. Пізніше стали будувати хатини з плетеними стінами, обмазаними глиною, у містах — цегляні будівлі.
У минулому декілька поселень були окремою політичною одиницею. Нею управляла рада, у склад якої входили всі дорослі жителі. На чолі ради обирали старосту (niyat). Основною соціальною одиницею була велика розширена сім'я. Її створенню передував довгий період залицяння молодого до нареченої. Часто це закінчувалося тим, що молода пара разом утікала. Після їхнього повернення їх вважали одруженими. Деякий час молода сім'я жила з родиною, потім могла побудувати свою хатину. Виділення родини відбувалося тоді, коли її члени мали можливість самостійно створити та обробляти сільськогосподарський наділ.
Відсутність явного лідера в родині призводило да частих внутрішніх конфліктів. Ще частіше вони виникали між окремими родинами і навіть призводили до ворожнечі. Розлучення не були рідкістю. Після розлучення чоловік і дружина верталися до батьківських сімей. Після смерті особисті речі члена сім'ї спалювали, а його ім'я не вимовлялося вголос.
Традиційна релігія матако базувалася на анімістичних уявленнях про зв'язок усіх живих істот у природі. Вони вірили, що колись існував бог-творець, однак у сучасності він уже не впливає на повсякденне життя. Важливіше значення мали боги-господарі певних істот або явищ, зокрема володар бур веселковий змій Lawo', сонця Ijwala, бог зла Ahââtaj тощо. Організацією ритуалів займалися переважно старійшини. Серед матако виділялися шамани, які займалися лікуванням і пророцтвами.